# ويليام هنري سميث
ويليام هنري سميث (بالإنجليزية: William Henry Smith)‏ هو صحفي وسياسي أمريكي، ولد في 1 ديسمبر 1833 بمقاطعة كولومبيا في الولايات المتحدة، وتوفي في 27 يوليو 1896 بليك فورست في الولايات المتحدة. حزبياً، نشط في الحزب الجمهوري.